# ロナルト・グロッサルト＝マティチェク
ロナルト・グロッサルト＝マティチェク（Ronald Grossarth-Maticek、1940年 - ）は、ドイツの医学・心理学・社会学者である。健康・疾病に影響する様々な要因について、独自の理論に基づいた仮説を立て、それらを検証するための疫学研究（分析疫学および介入研究）を行っている。

## 経歴
1940年、ブダペスト生まれ。ベオグラード大学、ハイデルベルク大学で社会学、精神病理学、犯罪学、医学を修めた。

## 理論の概要
グロッサルト＝マティチェクの理論を特長づけるものとして、以下の事項が挙げられる。健康・疾病に影響する要因として心理社会的因子の役割を重視すること。心理社会因子とその他の様々な因子（遺伝、生活習慣、その他の環境因子）との間の相乗効果・交互作用を重視すること。心理社会的因子への介入（心理療法）によって健康増進・疾病予防が可能と考えること。
健康的な心理社会的因子として鍵になる概念は、「自律性」と「セルフレギュレーション」である。個人の精神的健康・幸福感が外的対象（人物や条件）によって慢性的に強く左右されることがなく、心理的ストレスを減らし、快適さや適度な刺激を得ることを個人の営みによって自律的に実現する能力（＝セルフレギュレーション）がある状態を健康的であるとしている。また、自律性・セルフレギュレーションを高めるために開発された介入法（心理療法）は、「オートノミートレーニング」と呼ばれている。

## 研究結果
グロッサルト＝マティチェクと共同研究者らは、ユーゴスラビアのある村の中高年を対象として、1960年代後半から約10年をかけてコホート研究を実施した。その結果、自立的・自律的な人々は心血管病やがんに罹りにくく、そうでない人々にこれらの疾患が多いこと、また、喫煙による健康影響も後者の人々でとくに強くなることを示した。また、1970年代にハイデルベルク（ドイツ）で開始されたコホート研究でも、同様の結果が得られたとしている。

## 批判と検証
1980年前後に発表されたグロッサルト＝マティチェクらの研究結果が際だって優れていたことから、多くの疑問や激しい批判が寄せられた。最たる批判は、「良すぎて信じられない（“too good to be true”）」というものであった。一連の論争に決着をつけるために、グロッサルト＝マティチェクらとは独立したグループが検証研究を行うことになった。独立グループは、グロッサルト＝マティチェクらによって1970年代に記録されたコホート対象者のデータを1982年に預かり、1986年に対象者の生存・死因に関する情報を独自に調査した。その解析結果は、グロッサルト＝マティチェクらの報告を裏付けるものであった。

## アイゼンクとの共同研究
ロンドン大学の教授（精神医学研究所）であったハンス・J・アイゼンクは、グロッサルト＝マティチェクの研究に強い関心を抱く一方、当初は懐疑的な考えも持っていた。彼は、自らの疑問や他の学者らからの批判について独自の調査を行い、さらに上記の検証研究への関与を経たのち、グロッサルト＝マティチェクの強力な支持者となり、その後1997年に没するまで一貫して共同研究を続けた。

## ハイデルベルク研究
グロッサルト＝マティチェクが1972年から主導する「ハイデルベルク前向き・介入研究」（略称：「ハイデルベルク研究」）では、ハイデルベルク（ドイツ）の住民約30,000人を対象として、健康に影響する因子について多面的な評価が行われ、その後健康に関する様々な指標について追跡調査が行われている。多くの研究成果が発表されているが、追跡調査は今なお継続されている。

## 著書
- Grossarth-Maticek R: Synergetische Präventivmedizin: Forschungsstrategien für Gesundheit. Springer-Verlag, Heidelberg, 2008
- Grossarth-Maticek R: Selbstregulation, Autonomie und Gesundheit: Krankheitsrisiken und soziale Gesundheitsressourcen im sozio-psycho-biologischen System. De Gruyter, Berlin, New York, 2002
- Grossarth-Maticek R: Autonomietraining: Gesundheit und Problemlösung durch Anregung der Selbstregulation. De Gruyter, Berlin, New York, 2000
- Grossarth-Maticek R: Systemische Epidemiologie und präventive Verhaltensmedizin chronischer Erkrankungen Strategien zur Aufrechterhaltungen der Gesundheit. De Gruyter, Berlin, 1999
- Grossarth-Maticek R, Stierlin H: Krebsrisiken – Überlebenschancen: Wie Körper, Seele und soziale Umwelt zusammenwirken. Carl-Auer-Systeme Verlag, Heidelberg, 1998